# Milka
Milka est une marque commerciale de produits au chocolat créée en Suisse par Suchard en 1901 et détenue actuellement par le groupe américain Mondelez International, issu d'une scission de l'Américain Kraft Foods qui avait acquis la marque en 1990. Basée en Allemagne à Lörrach, la marque, produite actuellement dans une dizaine de pays européens, mais pas en Suisse, utilise largement l'image des Alpes pour son marketing. 

## Historique

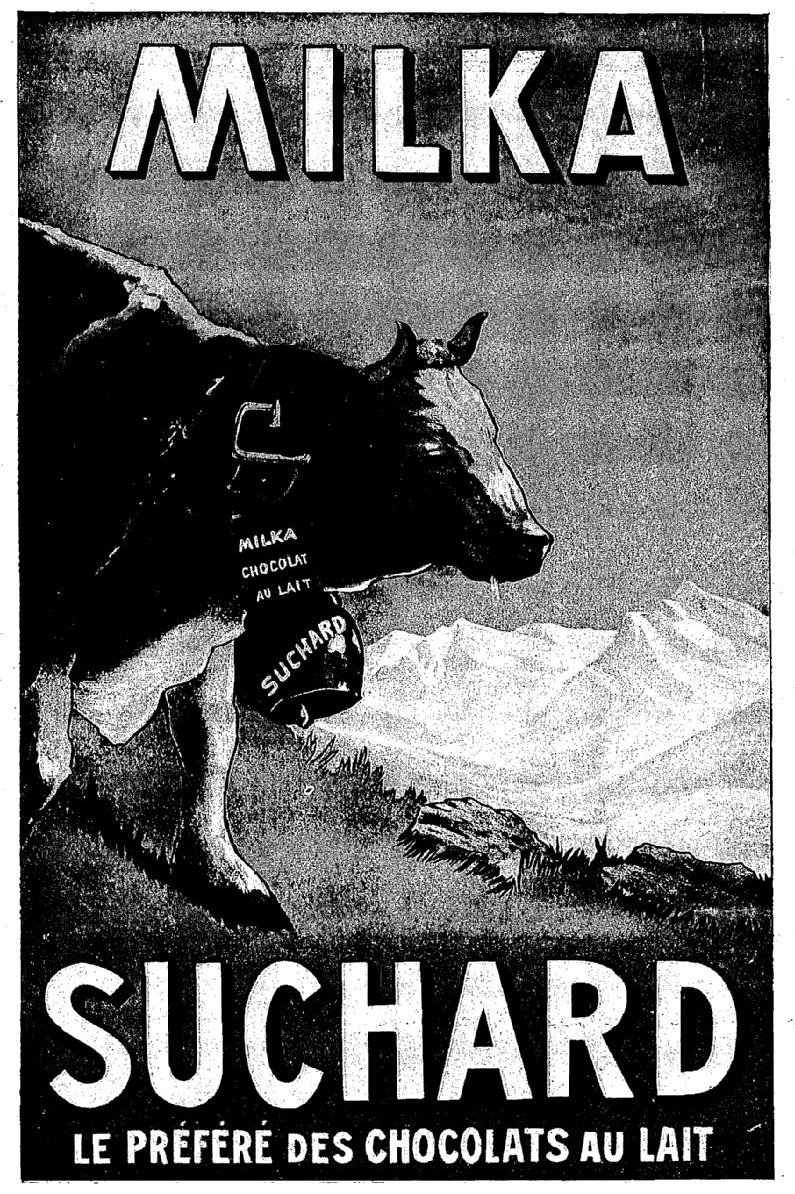
Publicité du chocolat Milka de Suchard, d'environ 1906.

Philippe Suchard fonde sa confiserie à Neuchâtel, en Suisse le 17 novembre 1825. Il y propose des desserts frais et nouveaux, « au chocolat fin de sa fabrique ».
Son chocolat ne contient alors pas de lait. En 1875, Daniel Peter crée le chocolat au lait que Suchard commercialisera aussi à partir des années 1890. 
En 1901, la marque « Milka » est enregistrée, pour la contraction des mots allemands Milch und Kakao (« lait et cacao »). On peut aussi y voir un hommage de Carl Russ-Suchard aux interprétations des opéras de Wagner par Milka Ternina, une célèbre soprano croate,.
À partir des années 1970, la marque Milka change de mains à plusieurs reprises, au fil des propriétaires de Suchard : 
- Interfood, issu de la fusion de Suchard et de Tobler ;
- Jacobs Suchard, issu de la fusion d'Interfood et de Jacobs ;
- Kraft Jacobs Suchard, issu de la fusion de Jacobs Suchard et de Kraft General Foods Europe ;
- Mondelez International, issu de la scission des activités non américaines de Kraft Foods.

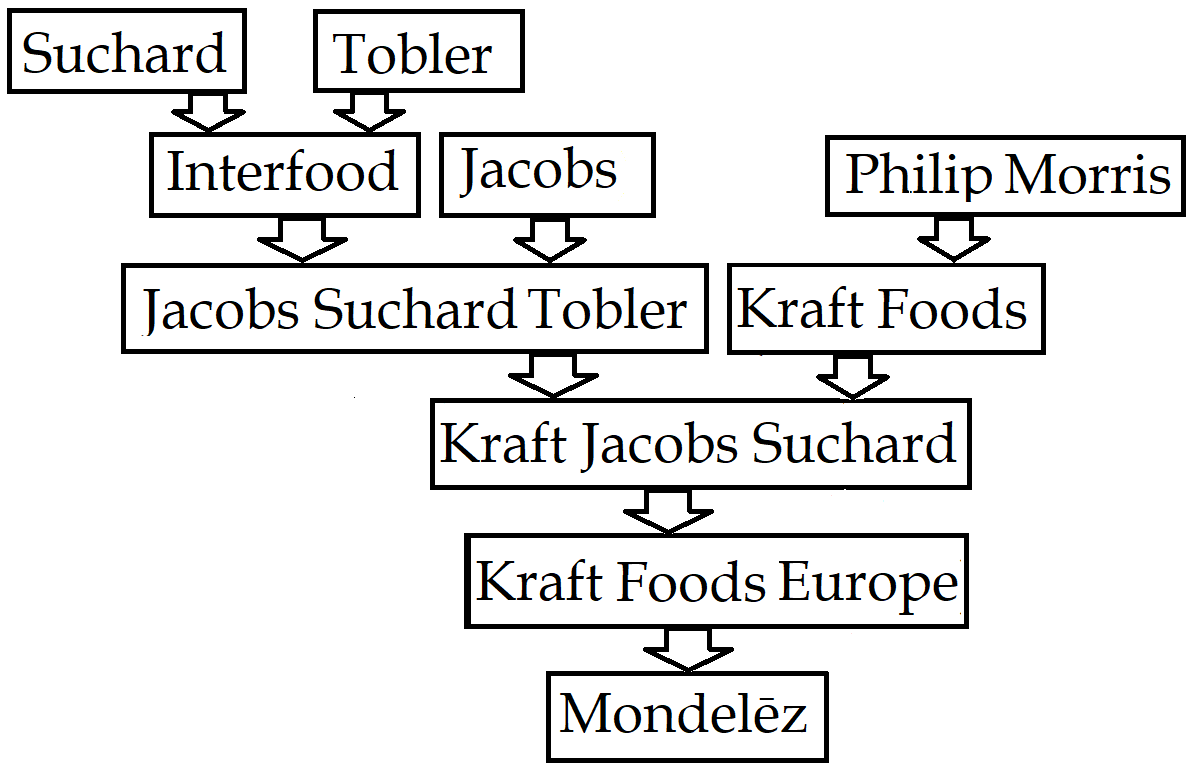
Concentration économique dans le monde du chocolat

En 1972, l'icône de la marque est créée par la vache Milka, appartenant à la race Simmental, qui devient l'année suivante la figure centrale de toute la publicité Milka. D'un simple produit dans la gamme de la chocolaterie Suchard, Milka est d'abord associé à la tablette de chocolat au lait. Elle devient une marque en elle-même en 1987 et se diversifie en englobant d'autres types de produits pour devenir une gamme de produits facilement identifiables à leur teinte violacée.
À partir de 1988, la couleur Milka, le texte Milka, la vache Milka et les Alpes suisses caractérisent les emballages de tous les produits de la gamme.
En décembre 2001, Milka Budimir, une couturière croate habitant Bourg-lès-Valence (France), réussit à réserver le nom de domaine milka.fr et provoqua l'affaire Milka. Le géant de l'alimentaire Kraft Foods, propriétaire du chocolat Milka, réussit à faire prévaloir le droit des marques sur le droit des personnes. La justice ordonna le transfert du nom. 
En mai 2017, le groupe américain Mondelez revend les produits Suchard au fonds d'investissement français Eurazeo, ne conservant que la gamme Milka. Les marques du groupe Suchard sont aujourd'hui commercialisées par des entreprises différentes.

## Production

### Sites de fabrication
Auparavant, l'étiquette comportait la mention « chocolat au lait suisse ». Au XXIe siècle, elle a été remplacée par « chocolat au lait du pays alpin », bien que la plupart des sites de production ne soient pas situés dans des pays alpins : Lörrach (Allemagne), Bludenz (Autriche), Belgrade (Serbie), Svogué (Bulgarie), Bratislava (Slovaquie), Brașov (Roumanie), Costa Rica, Curitiba (Brésil), Jankowice (Pologne), Trostianets (Ukraine), Grèce, Belgique et Strasbourg (France).

### Ingrédients
Le produit dénommé Chocolat au lait Milka du pays alpin contient[source insuffisante] : sucre, beurre de cacao, poudre de lait écrémé, pâte de cacao (30 % minimum), lactosérum en poudre, beurre concentré, pâte de noisettes, lécithine de soja (émulsifiant), vanilline (arôme).

### Gamme de produits
Outre les tablettes de chocolat, de nombreuses confiseries sont vendues sous la marque Milka telles que les Choco Brownie, la pâte à tartiner chocolat noisette PATAMILKA, les barres chocolatées noisettes NUSSINI. En parallèle, la stratégie de co-marquage de Mondelēz a donné naissance à des associations de marques du même groupe, comme Milka Tuc ou Philadephia Milka.

## Publicité

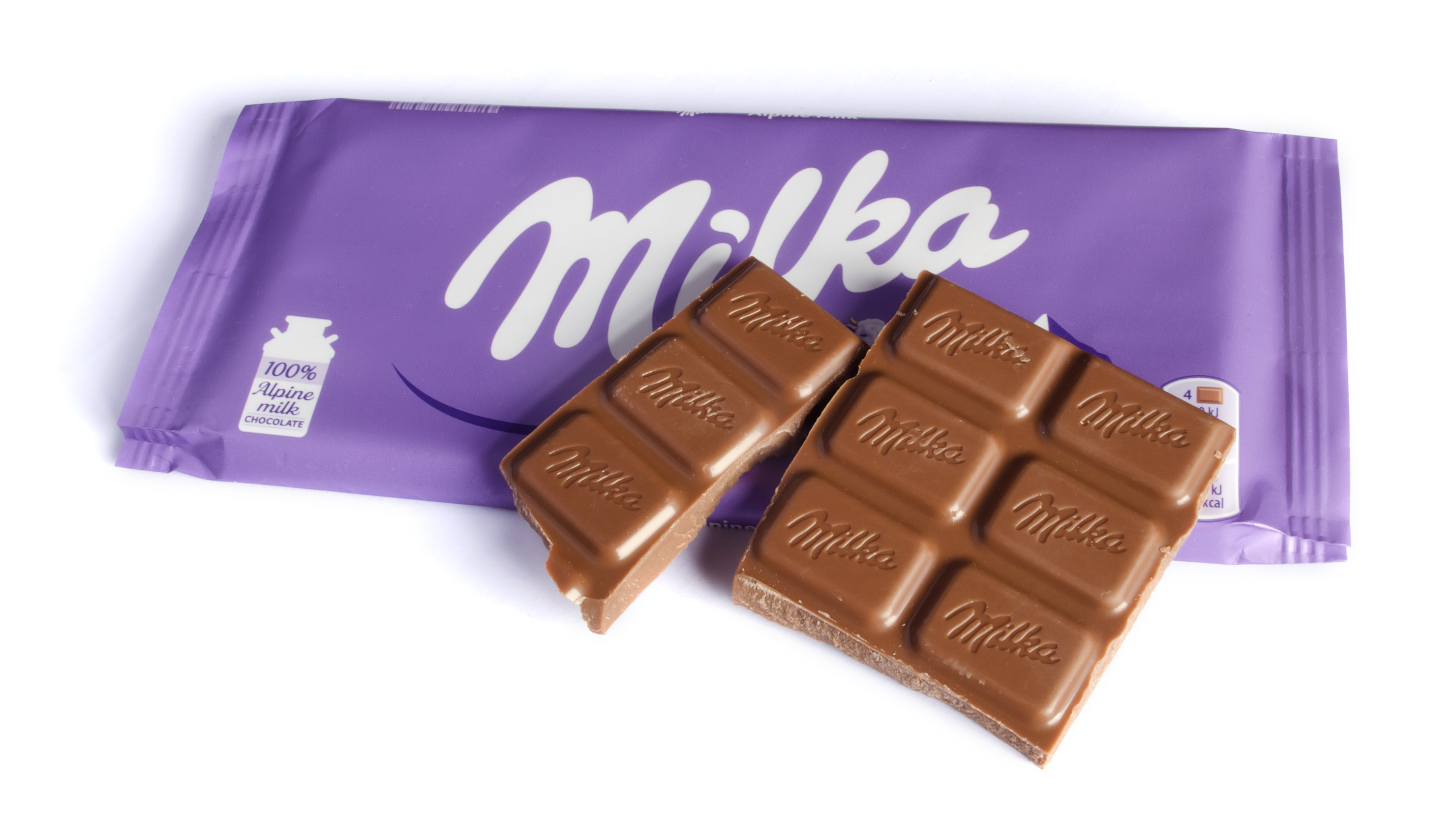
Chocolat au lait des Alpes Milka

Depuis la création de la marque, les tablettes de chocolat sont emballées dans un papier couleur lilas avec une image de vache noire et blanche dans un décor alpestre. Puis, en 1972, sur une proposition de l'agence de publicité Y&R, la « vache Milka » est représentée avec des taches lilas. Elle devient alors la mascotte de la marque.
Depuis 1998, les publicités télévisées françaises utilisent également l'humour de marmottes anthropomorphes qui fabriqueraient artisanalement le chocolat Milka. Ces spots publicitaires, et en particulier l'une de leurs répliques (« Et la marmotte, elle met le chocolat dans le papier d'alu… Mais bien sûr ! »), sont d'ailleurs entrées dans la culture populaire française pour marquer l'incrédulité de la personne qui utilise la réplique en question.
Dans les années 1990, Peter Steiner  est devenu populaire avec la publicité pour une barre de chocolat « Milka », dans laquelle il était Cool man. Le gag a même été dans le hit-parade suisse, grâce aux chansons Geierwally et It's cool man.[réf. nécessaire]